# Culex garcesi
Culex garcesi är en tvåvingeart som beskrevs av Duret 1968. Culex garcesi ingår i släktet Culex och familjen stickmyggor.
Artens utbredningsområde är Colombia. Inga underarter finns listade i Catalogue of Life.